# Chodeczek (gromada)
Chodeczek – dawna gromada, czyli najmniejsza jednostka podziału terytorialnego Polskiej Rzeczypospolitej Ludowej w latach 1954–1972.
Gromady, z gromadzkimi radami narodowymi (GRN) jako organami władzy najniższego stopnia na wsi, funkcjonowały od reformy reorganizującej administrację wiejską przeprowadzonej jesienią 1954 do momentu ich zniesienia z dniem 1 stycznia 1973, tym samym wypierając organizację gminną w latach 1954–1972.
Gromadę Chodeczek z siedzibą GRN w Chodeczku utworzono – jako jedną z 8759 gromad na obszarze Polski – w powiecie włocławskim w woj. bydgoskim, na mocy uchwały nr 24/17 WRN w Bydgoszczy z dnia 5 października 1954. W skład jednostki weszły obszary dotychczasowych gromad Brzyszewo, Chodeczek, Sobiczewy, Lubieniec i Mielno, ponadto wieś Józefki, wieś Kromszewice i folwark Kromszewice z dotychczasowej gromady Kromszewice, wsie Bogołomia i Huta z dotychczasowej gromady Bogołomia, wieś Mstowo z dotychczasowej gromady Mstowo, wsie Huta Chodecka i Niesiołów, osada Podgórze i folwark Podgórze z dotychczasowej gromady Huta Chodecka oraz wsie Końce i Końce Niwki z dotychczasowej gromady Końce ze zniesionej gminy Chodecz, a także obszar dotychczasowej gromady Wola Adamowa ze zniesionej gminy Pyszkowo, w tymże powiecie. Dla gromady ustalono 25 członków gromadzkiej rady narodowej.
31 grudnia 1961 do gromady Chodeczek włączono obszar zniesionej gromady Psary, wsie Nowiny i Piotrowo oraz kolonia Piotrowo ze zniesionej gromady Borzymowice, wsie Cetty, Strzygi, Strzyżki, Zieleniewo, Łakno, Witoldowo i Ogorzelewo oraz miejscowości Mstowo i Łakno Kolonia ze zniesionej gromady Cetty oraz wsie Zalesie, Prosno i Pieleszki oraz miejscowości kolonia Sławęcin, Kretki i Teresin ze zniesionej gromady Zalesie w tymże powiecie.
1 stycznia 1969 do gromady Chodeczek włączono grunty rolne o powierzchni ogólnej 195,00 ha z miasta Chodecz oraz sołectwa Gawin, Łanięta i Mielinek ze zniesionej gromady Osiecz Wielki – w tymże powiecie.
Gromada przetrwała do końca 1972 roku, czyli do kolejnej reformy gminnej.